# Puszczykowo
Puszczykowo (deutsch 1940–1945 Oberberg bzw. Amtsbezirk Unterberg (Kr. Posen)) ist eine Stadt im Powiat Poznański der Woiwodschaft Großpolen in Polen. Puszczykowo liegt an der Warthe.

## Geschichte
Seit 1815 gehörte die Region zum Kreis Schrimm im Süden der preußischen Provinz Posen. Bis auf wenige Ausnahmen galten nach 1815 die polnischen Ortsnamen weiter, zu Beginn des 20. Jahrhunderts wurden mehrere Ortsnamen eingedeutscht.

Puszczykowo 1893

1833 kamen die Ortschaften Puszczykowo, Puszczykowko und Ludwigsberg zum neuen Woytbezirk (später Polizeidistrikt) Moschin. 
1872 gehörte das nicht kreistagsfähige Gut Puszczyokowo als Abzweig des Ritterguts Tarnowo zum Kreis Schroda und war Eigentum von Alexis von Suchoczewski. Ende des 19. Jahrhunderts (vor 1879) entstand in der Wartheebene entlang der Posener Straße eine vornehmlich von Deutschen bewohnte Villenkolonie, die zum Unterschied zu dem auf der Hochfläche gelegenen Dort Alt Puszczykowo Neu Puszczykowo genannt wurde.
Am 11. Dezember 1894 wurden die Landgemeinden Ludwigsberg und Neu Puszczykowo zur neuen Landgemeinde Unterberg zusammengeschlossen. Der Name Unterberg wurde von der preußischen Försterei Unterberg übernommen.
Puszczykowko (Bedeutung etwa: Klein-Puszczykowo), ursprünglich nur ein Gehöft, erhielt am 19. November 1911 den Namen Puschkau. Am 10. Januar 1920 wurde der Polizeidistrikt Moschin formal an Polen abgetreten.
Puszczykowo wurde in der Folge Sitz einer Landgemeinde, zu der auch Łęczyca (Lentschen) und Wiry gehörten. Nach dem Überfall auf Polen wurde die Gemeinde am 26. Oktober 1939 vom Deutschen Reich völkerrechtswidrig annektiert. Vorläufig galten wieder die deutschen Namen von 1919, z. B. Alt Puszczykowo, jedoch wurde die Landgemeinde in Unterberg umbenannt. Sie kam zum Landkreis Posen. Am 1. April 1940 wurde aus der Gemeinde der Amtsbezirk Unterberg gebildet, aus Alt Puszczykowo wurde Oberberg, aus Wiry Immenreut und 1943 Wirrenbach. 1942 kamen die Gemeinden Altenau und Staffelbach (1919 noch deutsch: Babki und Czapury) hinzu. Eine weitere Umbenennung von Altenau in Altenwinkel fand nicht mehr statt. 1943 wurden die Namensänderungen per Verordnung festgeschrieben. Sie hatten nur bis Anfang 1945 Bestand, als die Rote Armee das Gebiet eroberte.
Puszczykowo gehörte bis 1998 zur Woiwodschaft Posen bzw. zur anders zugeschnittenen Vorgängerin. Es war bis 1954 Sitz der Landgemeinde „Gmina Puszczykowo“ (gmina wiejska zbiorowa). Babki und Czapury gehören heute zur Landgemeinde Mosina, Łęczyca und Wiry zur Gmina Komorniki.
Seit 1962 hat Puszczykowo Stadtrechte, nur 12 km von Posen entfernt, hatte der Ort in den Nachkriegsjahren einen großen Aufschwung erlebt.

## Politik

### Städtepartnerschaften
- Châteaugiron, Frankreich

## Orte der ehemaligen Gemeinde Puszczykowo

### Puszczykowo
| polnischer Name     | deutscher Name (1815–1919)                       | deutscher Name (1939–1945) | Einwohner 1910 |
| ------------------- | ------------------------------------------------ | -------------------------- | -------------- |
| Puszczykowo (Stare) | (Alt) Puszczykowo                                | Oberberg (seit 1940)       | 424            |
| Puszczykowo (Nowe)  | Neu Puszczykowo Unterberg (1894–1919)            | Unterberg                  | 197            |
| Ludwikowo           | Ludwigsberg Unterberg (1894–1919)                | Unterberg                  | s. o.          |
| Puszczykowko        | Puszczykowko Puschkau (1911–1919)                | Puschkau                   | 171            |
| Ludwikowo           | Gutsbezirk Ludwigsberg Oberförsterei Ludwigsberg | Unterberg                  | 112            |
| Puszczykowo         | Gutsbezirk Puszczykowo Karlskrone (1906–1919)    | Unterberg                  | 75             |

### Gmina Puszczykowo 1945–1954(Amtsbezirk Unterberg 1942–1945)
| polnischer Name | deutscher Name (1815–1919) | deutscher Name (1939–1945)           |
| --------------- | -------------------------- | ------------------------------------ |
| Puszczykowo     | Puszczykowo                | Unterberg 1943: Unterberg (Kr.Posen) |
| Babki           | Babki                      | Altenau (Altenwinkel)                |
| Czapury         | Czapury                    | Staffelbach                          |
| Łęczyca         | Lentschen                  | Lenschütz                            |
| Wiry            | Wiry                       | Immenreut 1943: Wirrenbach           |

### Personen mit Beziehung zur Stadt
Angelique Kerber (* 1988), deutsche Tennisspielerin. Sie bezeichnet Puszczykowo als ihr „zweites Zuhause“.